# Johnny Sheffield
Johnny Sheffield (Pasadena, 11 de abril de 1931 - Chula Vista, 15 de octubre de 2010) fue un actor infantil estadounidense, más conocido por interpretar el personaje de Boy entre 1939 y 1947 en la serie de películas de Tarzán. Entre 1949 y 1955, interpretó el rol protagonista en Bomba the Jungle Boy.

## Primeros años
Nació con el nombre de Jon Matthew Sheffield Cassan en Pasadena, California. Era el segundo hijo del actor Reginald Sheffield (18 de febrero de 1901 - 8 de diciembre de 1957) y de Louise Van Loon (21 de enero de 1905 - 14 de abril de 1987). Su hermana mayor era Mary Alice Sheffield Cassan y su hermano pequeño era William Hart Sheffield Cassan (el actor Billy Sheffield).
Su padre había sido un actor juvenil cuando había llegado a los Estados Unidos desde Inglaterra, su país natal. Su madre era de Nueva York y se había graduado en el Vassar College con una educación liberal a la que le encantaban los libros.
En 1938 Johnny se convirtió en una estrella infantil después de ser seleccionado para el reparto de una producción de Broadway, On Borrowed Time (Con tiempo prestado), que protagonizaban los actores Dudley Digges y Victor Moore. Johnny Sheffield interpretaba a Pud, en un papel muy largo para un niño. Posteriormente viajó a Nueva York como sustituto e interpretó el papel en Broadway.

## Tarzány otras películas
Al año siguiente su padre leyó un artículo en el Hollywood Reporter, donde se preguntaba ¿Tienes un Tarzán junior en el patio de atrás?. Reginald Sheffield creía que sí y preparó a su hijo para una entrevista. La Metro-Goldwyn-Mayer estaba buscando un niño para que interpretara al hijo de Tarzán en su siguiente película protagonizada por Johnny Weissmuller y Maureen O'Sullivan. Johnny Sheffield fue elegido por Weissmuller entre más de 300 actores juveniles para interpretar a "Boy" en la película Tarzán y su hijo (1939). Ese mismo año Johnny Sheffield apareció en la película musical Babes in Arms con Mickey Rooney y Judy Garland, sus compañeros de clase en la escuela de los estudios.
Con el paso de los años colaboró con otros actores como Jeanette MacDonald, Pat O'Brien, César Romero, Ronald Reagan y Beverly Garland.
Johnny Sheffield interpretó a Boy en tres películas de Tarzán de la Metro-Goldwyn-Mayer, y en otras cinco después de que Johnny Weissmuller y la productora de la película abandonaran la MGM. Brenda Joyce interpretó a Jane en las últimas tres películas de Tarzán en las que aparecía Johnny Sheffield.

## Bomba y Bantu
Tras hacerse demasiado mayor para el papel de Boy, Johnny Sheffield pasó a ser el protagonista en una serie de películas sobre la vida en la selva. En 1949 participó en Bomba, the Jungle Boy que coprotagonizó con Peggy Ann Garner. Apareció en doce películas como Bomba entre 1949 y 1955.
También protagonizó un episodio piloto para una serie televisiva, Bantu, the Zebra Boy, que fue creada, producida y dirigida por su padre, Reginald Sheffield. Pero no consiguieron patrocinadores y la serie no llegó a emitirse semanalmente.

## Vida personal
Johnny Sheffield decidió dejar la industria del cine y completar su educación. Durante un tiempo vivió y trabajó en Arizona. John y Patricia Sheffield se casaron en 1959 en Yuma, Arizona y tuvieron tres hijos: Patrick, Stewart y Regina.

## Últimos años
Tras dejar el cine, Sheffield obtuvo un título empresarial por la Universidad de Los Ángeles. Se dedicó a diversos trabajos, como la agricultura, la venta de inmuebles y la construcción. Durante un tiempo fue representante de la Santa Monica Seafood Company, importadora de langostas de Baja California en México. En sus últimos años Johhny Sheffield vivió en California del Sur, donde escribió artículos sobre sus años en Hollywood y vendía copias del episodio piloto de Bantu, the Zebra Boy en video.

## Muerte
Johnny Sheffield murió de un repentino ataque al corazón tras caerse de una escalera mientras podaba un árbol el 15 de octubre de 2010 en su hogar en Chula Vista, California, con 79 años.

## Filmografía seleccionada
- Tarzan Finds a Son!
- Tarzan's Secret Treasure
- Tarzan's New York Adventure
- Bomba, the Jungle Boy